# Truppenübungsplatz Hammelburg
Truppenübungsplatz Hammelburg este o arie protejată (arie de protecție specială avifaunistică — SPA) din Germania întinsă pe o suprafață de 3.591 ha, integral pe uscat.

## Localizare
Centrul sitului Truppenübungsplatz Hammelburg este situat la coordonatele 50°03′58″N 9°51′32″E / 50.0661°N 9.8589°E.

## Înființare
Situl Truppenübungsplatz Hammelburg a fost declarat arie de protecție specială avifaunistică în septembrie 2006 pentru a proteja 16 specii de animale.

## Biodiversitate
Situată în ecoregiunea continentală, aria protejată nu include niciun habitat protejat.
La baza desemnării sitului se află mai multe specii protejate de  păsări (16): minunița (Aegolius funereus), fâsă de pădure (Anthus trivialis), ciocănitoarea de stejar (Dendrocopos medius), ciocănitoare neagră (Dryocopus martius), șoimul rândunelelor (Falco subbuteo), capîntortură (Jynx torquilla), sfrâncioc roșiatic (Lanius collurio), sfrâncioc mare (Lanius excubitor excubitor), ciocârlie de pădure (Lullula arborea), gaia neagră (Milvus migrans), gaia roșie (Milvus milvus), pietrar sur (Oenanthe oenanthe), viespar (Pernis apivorus), codroșul de pădure (Phoenicurus phoenicurus), ciocănitoare verzuie (Picus canus), mărăcinar negru (Saxicola torquatus).
Pe lângă speciile protejate, pe teritoriul sitului au mai fost identificate 1 specie de păsări.